# Родна
Ро́дна (рум. Munții Rodnei) — горный массив в Карпатах, расположен на севере Румынии около границы с Украиной.
Высшие точки — горы Пьетрос (2305 м) и Инеу (2279 м). Длина массива с запада на восток около 50 км. Геологически массив сложен гранитом и кристаллическими породами, в западной части — флишем. В горах расположены месторождения пиритов, а также минеральные источники
Склоны до высоты 1500 м над уровнем моря покрыты буковыми и хвойными лесами, выше расположены луга и кустарники. В летнее время альпийские луга используются как пастбища. Ниже ведутся лесозаготовки.
567 км² массива занимают национальный парк Родна и биосферный резерват, где обитают бурый медведь, рысь, волк, орлы и глухарь.